# Joch
Joch (in catalano Joch) è un comune francese di 231 abitanti situato nel dipartimento dei Pirenei Orientali nella regione dell'Occitania.

## Società

### Evoluzione demografica
Abitanti censiti